# Kabinett Michael II
Das Kabinett Michael II bildete vom 8. April 1932 bis zum 29. Mai 1933 die Landesregierung von Mecklenburg-Strelitz.
| Amt                                                              | Name                 | Partei |
| ---------------------------------------------------------------- | -------------------- | ------ |
| Vorsitzender des Staatsministeriums und Leiter aller Abteilungen | Heinrich von Michael | DNVP   |
| Parlamentarischer Staatsrat 1                                    | Fritz Stichtenoth    | NSDAP  |

Fußnoten